# Vasiljevići (Czarnogóra)
Vasiljevići (cyr. Васиљевићи) – wieś w Czarnogórze, w gminie Nikšić. W 2011 roku liczyła 115 mieszkańców.